# Монастырь Трескавец
Монастырь Успения Богородицы в Трескавце (или просто Монастырь Трескавец, макед. Манастир Трескавец) — православный монастырь, расположенный вблизи пика Златоверх в 8 км к северу от Прилепа в Северной Македонии.

## История
Предположительно, Трескавец был основан в конце XIII или в начале XIV века. В надписи над западными вратами упоминается император Михаил IX Палеолог, а сербский король Стефан Урош II Милутин сделал несколько дарений монастырю.
При Стефане Душане Трескавец приобрёл много земель, в том числе более 20 сёл.
На день Святого Димитрия проводилась ярмарка, приносившая значительные доходы.
В XIX веке из монастыря ушли все монахи, а монастырь поддерживался священниками и мирянами из окрестных сёл.
В 1923—1924 годах наместником монастыря был Арсений (Чаговец).